# Mike Levine (músico)
Michael Stephen Levine (n. 1949) es un músico, compositor y productor canadiense, quien es conocido por su trabajo con la banda canadiense de hard rock Triumph.

## Carrera musical
En 1975, Mike Levine, junto al guitarrista Rik Emmett y el baterista Gil Moore, formaron en la ciudad de Toronto, Ontario, Canadá, una banda de hard rock llamada Triumph. Después de lanzar su álbum debut homónimo (el cual no consiguió éxito ni en su país natal ni en EE. UU.), firmaron contrato con la disquera RCA Records y publicaron en 1977 Rock & Roll Machine, disco que contiene el tema «Rocky Mountain Way», que es un cóver del músico estadounidense Joe Walsh.
Levine grabó con Triumph los álbumes Just a Game en 1979, Progressions of Power en 1980, Allied Forces en 1981, Never Surrender en 1982.  Estos cuatro álbumes lograron disco de oro en Canadá y Estados Unidos (a excepción de Progressions of Power en este último).  También grabó los discos de estudio Thunder Seven, The Sport of Kings, Surveillance y el álbum en directo Stages, todos lanzados de 1984 a 1987. En todos los discos antes mencionados Mike participó como productor de los mismos.
En 1986, Emmett, Levine y Moore contrataron al guitarrista Rick Santers para que participara en los conciertos en vivo de la banda.
Después de Surveillance, Emmett dejó la banda y tanto Levine como Moore se quedaron como miembros originales. En 1989 lanzaron el compilado Classics, mientras encontraban al reemplazo de Emmett. Fue hasta 1993 que lograron grabar el álbum de estudio Edge of Excess, con Moore en la voz y la batería, Levine en el bajo, productor y teclados y a Phil Xenidis en la guitarra.
Al lanzar el disco Edge of Excess, Levine y Moore formaron la discográfica TML Entertainment y relanzaron varios de sus álbumes de estudio y muchos discos y DVD en vivo de Triumph.
En 2008, los tres integrantes originales de la banda (Emmett, Moore y levine) se reunieron y se presentaron en el Sweden Rock Festival, realizado en Norje, Suecia.
El nunca colaboró como vocalista principal en alguna de las canciones de la banda, sin embargo, si ayudó mucho en la composición, los coros, en el bajo y en los teclados, así como productor de sus discos.

## Discografía

### Álbumes de estudio
- 1976 — Triumph
- 1977 — Rock & Roll Machine
- 1979 — Just a Game
- 1980 — Progressions of Power
- 1981 — Allied Forces
- 1982 — Never Surrender
- 1984 — Thunder Seven
- 1986 — The Sport of Kings
- 1987 — Surveillance
- 1993 — Edge of Excess

### Álbumes en vivo
- 1985 — Stages
- 1996 — King Biscuit Flower Hour (In Concert)
- 2003 — Live at the US Festival
- 2004 — A Night of Triumph
- 2012 — Live at Sweden Rock Festival

### Álbumes recopilatorios
- 1989 — Classics
- 2005 — Livin' for the Weekend: Anthology
- 2006 — Extended Versions: Triumph
- 2010 — Greatest Hits Remixed
- 2010 — Diamond Collection